# Giennadij Juchtin
Giennadij Gawriłowicz Juchtin (ros. Генна́дий Гаври́лович Юхти́н; ur. 30 marca 1932 w obwodzie samarskim, zm. 18 lutego 2022 w Moskwie) – radziecki aktor filmowy i teatralny. Uhonorowany tytułem Ludowego Artysty Federacji Rosyjskiej w 1994 roku. Wystąpił w 53 filmach w latach 1955-1991. Pochowany na Cmentarzu Trojekurowskim w Moskwie.

## Filmografia
- 1955: Śledztwo jako Jewdokimow
- 1956: Wiosna na ulicy Zarzecznej jako Kruszenkow
- 1959: Ballada o żołnierzu jako szeregowy Sierioża Pawłow
- 1968: Nikołaj Bauman jako Kudriaszow
- 1968: Martwy sezon jako kpt. Murawiow
- 1969: Bracia Karamazow jako ojciec Paisi
- 1969: Daleko na zachodzie jako Siergiejew
- 1974: Sokołowo jako ranny żołnierz
- 1979: Syberiada jako Prokopi

i inne

## Nagrody i odznaczenia
- Zasłużony Artysta RFSRR (1976)
- Ludowy Artysta Federacji Rosyjskiej (1994)
- Order „Za zasługi dla Ojczyzny” (klasa IV)  (2008)

Źródło